# Тохмаярви
Тохмаярви (фин. Tohmajärvi) — община на юго-востоке Финляндии, в провинции Северная Карелия. Площадь — 895,36 км², из них 57,62 км² занимает вода. Посёлок находится на границе с Россией. На территории муниципалитета действует МАПП Ниирала, через который в Финляндию ежегодно приезжают сотни тысяч россиян. В 2005 году с Тохмаярви объединилась община Вяртсиля.

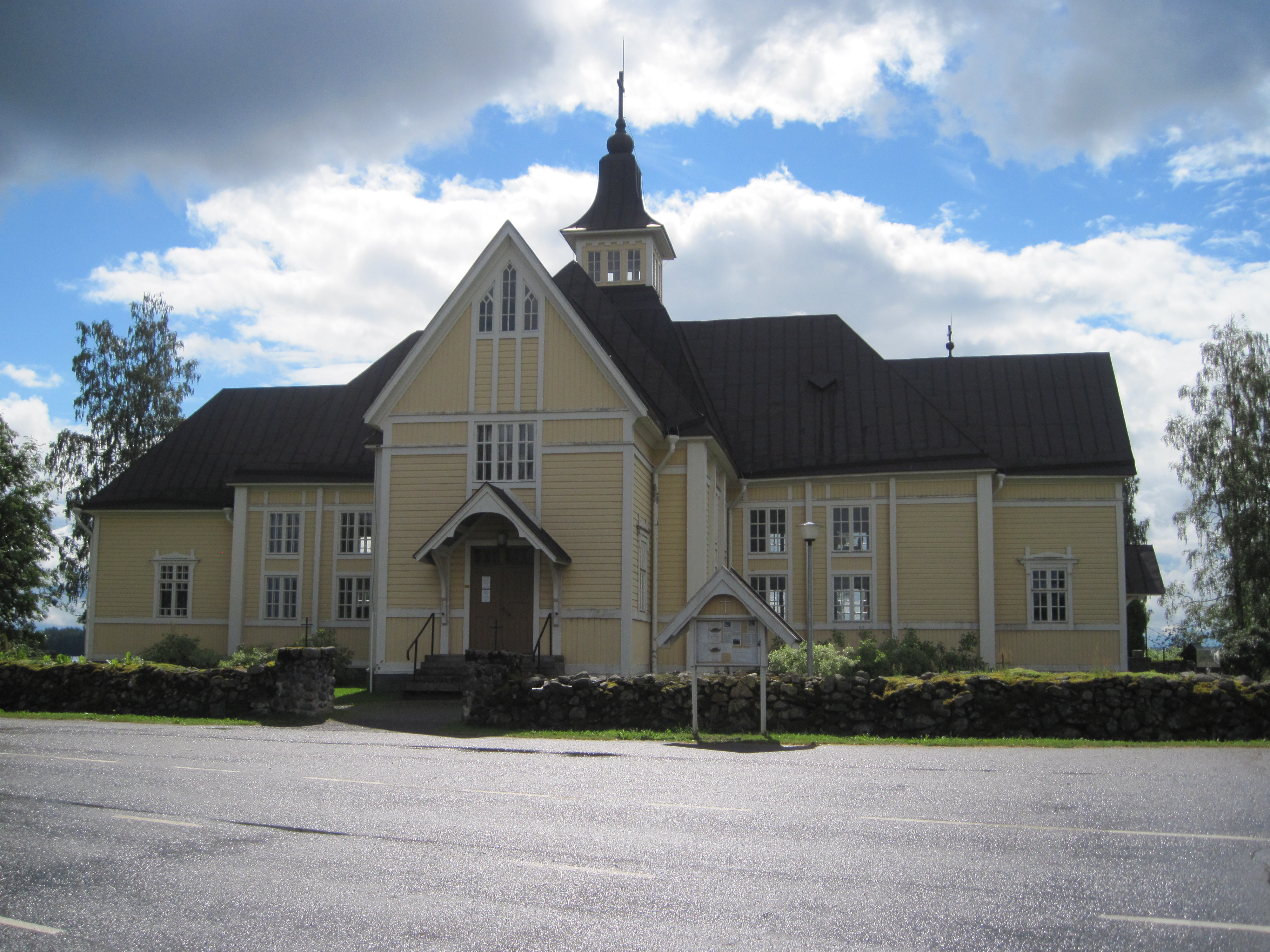
Церковь Тохмаярви

## Населённые пункты
В общину Тохмаярви входят сельские поселения Асема, Аккала, Йоухкола, Ярвентаус, Кантосюрья, Каурила, Кемие, Кутсу, Муртой, Нийрала, Онкамо, Патсола, Пейённиеми, Петраваара, Риикола, Ристее, Саарио, Тиккала, Ватала, Вепся.

## Население
Население составляет 4975 человека (по данным на 31 января 2012 года). Плотность населения — 5,94 чел/км². Официальный язык — финский (родной для 95,9 % населения).
Возрастные группы населения:
- младше 14 лет: 14,4 %
- от 15 до 64 лет: 62,8 %
- старше 65 лет: 22,7 %

Динамика численности населения:

### Язык
В 2011 году коммуна признана самой русскоязычной на территории Финляндии, где из 5 тысяч проживающих 5 % составляют русскоговорящие. Обслуживание в большинстве магазинов происходит как на финском, так и на русском, а в школах примерно половина четвероклассников выбирает в качестве факультативного языка русский.
В 2012 году инициатива шести муниципалитетов — Тохмаярви, Иматра, Лаппеэнранта, Пуумала, Миккели и Савонлинна, ходатайствовавших перед правительством о пятилетнем проекте, в рамках которого в школах этих муниципалитетов преподавание шведского языка с седьмого класса заменялось бы изучением русского языка, не нашла полного одобрения в правительстве.

## Известные жители
- Катри Хелена — финская певица, дважды участник от Финляндии на конкурсе песни Евровидение (в 1979 и 1993 годах).
- Сеппо Рятю — финский легкоатлет-копьеметатель.
- Митрополит Амвросий — епископ Финляндской Архиепископии Константинопольского Патриархата; с 2002 — управляющий Хельсинкской митрополией.
- Август Александер Ярнефельт — финский генерал-лейтенант, военный топограф, губернатор и сенатор.
- Сийри Рантанен — финская лыжница, олимпийская чемпионка, многократный призёр чемпионатов мира.
- Альгот Унтола — финский писатель и журналист.